# Ідс (Колорадо)
Ідс (англ. Eads) — місто (англ. town) в США, в окрузі Кайова штату Колорадо. Населення — 672 особи (2020).

## Географія
Ідс розташований за координатами 38°28′53″ пн. ш. 102°46′47″ зх. д. / 38.48139° пн. ш. 102.77972° зх. д. (38.481346, -102.779776).  За даними Бюро перепису населення США в 2010 році місто мало площу 1,22 км², уся площа — суходіл.

### Клімат
| Клімат : Ідс            | Клімат : Ідс | Клімат : Ідс | Клімат : Ідс | Клімат : Ідс | Клімат : Ідс | Клімат : Ідс | Клімат : Ідс | Клімат : Ідс | Клімат : Ідс | Клімат : Ідс | Клімат : Ідс | Клімат : Ідс | Клімат : Ідс |
| Показник                | Січ.         | Лют.         | Бер.         | Квіт.        | Трав.        | Черв.        | Лип.         | Серп.        | Вер.         | Жовт.        | Лист.        | Груд.        | Рік          |
| Абсолютний максимум, °C | 25,6         | 26,7         | 32,2         | 37,2         | 41,1         | 43,3         | 43,3         | 42,2         | 41,7         | 35,6         | 30,0         | 25,6         | 43,3         |
| Середній максимум, °C   | 6,6          | 8,5          | 14,1         | 19,0         | 24,3         | 30,0         | 33,1         | 31,4         | 27,3         | 20,2         | 12,6         | 6,7          | 19,4         |
| Середня температура, °C | −1,6         | 0,4          | 5,4          | 10,1         | 15,8         | 21,3         | 24,6         | 23,3         | 18,5         | 11,1         | 4,3          | −1,2         | 11,1         |
| Середній мінімум, °C    | −9,7         | −7,4         | −2,7         | 1,6          | 7,4          | 12,8         | 16,0         | 15,1         | 9,8          | 2,1          | −4,2         | −9,1         | 2,6          |
| Абсолютний мінімум, °C  | −33,9        | −28,3        | −29,4        | −15,6        | −8,3         | −1,1         | 2,2          | 3,3          | −6,7         | −13,9        | −24,4        | −31,1        | −33,9        |
| Норма опадів, мм        | 6            | 10           | 24           | 38           | 56           | 57           | 65           | 68           | 26           | 31           | 11           | 10           | 403          |
| ----------------------- | ------------ | ------------ | ------------ | ------------ | ------------ | ------------ | ------------ | ------------ | ------------ | ------------ | ------------ | ------------ | ------------ |
| Джерело: NOAA           |              |              |              |              |              |              |              |              |              |              |              |              |              |

## Демографія
Згідно з переписом 2010 року, у місті мешкало 609 осіб у 286 домогосподарствах у складі 175 родин. Густота населення становила 501 особа/км².  Було 352 помешкання (289/км²).
Расовий склад населення:
| - 97,2 % — білих - 0,5 % — чорних або афроамериканців - 0,3 % — корінних американців |

До двох чи більше рас належало 1,1 %. Частка іспаномовних становила 4,3 % від усіх жителів.
За віковим діапазоном населення розподілялося таким чином: 19,9 % — особи молодші 18 років, 55,5 % — особи у віці 18—64 років, 24,6 % — особи у віці 65 років та старші. Медіана віку мешканця становила 48,4 року. На 100 осіб жіночої статі у місті припадало 96,5 чоловіків;  на 100 жінок у віці від 18 років та старших — 87,7 чоловіків також старших 18 років.
Середній дохід на одне домашнє господарство  становив 50 462 долари США (медіана — 36 150), а середній дохід на одну сім'ю — 65 372 долари (медіана — 45 625). За межею бідності перебувало 12,1 % осіб, у тому числі 22,5 % дітей у віці до 18 років та 10,2 % осіб у віці 65 років та старших.
Цивільне працевлаштоване населення становило 301 осіб. Основні галузі зайнятості: освіта, охорона здоров'я та соціальна допомога — 41,9 %, роздрібна торгівля — 12,3 %, сільське господарство, лісництво, риболовля — 10,3 %.